# Эпоха викингов на Фарерских островах

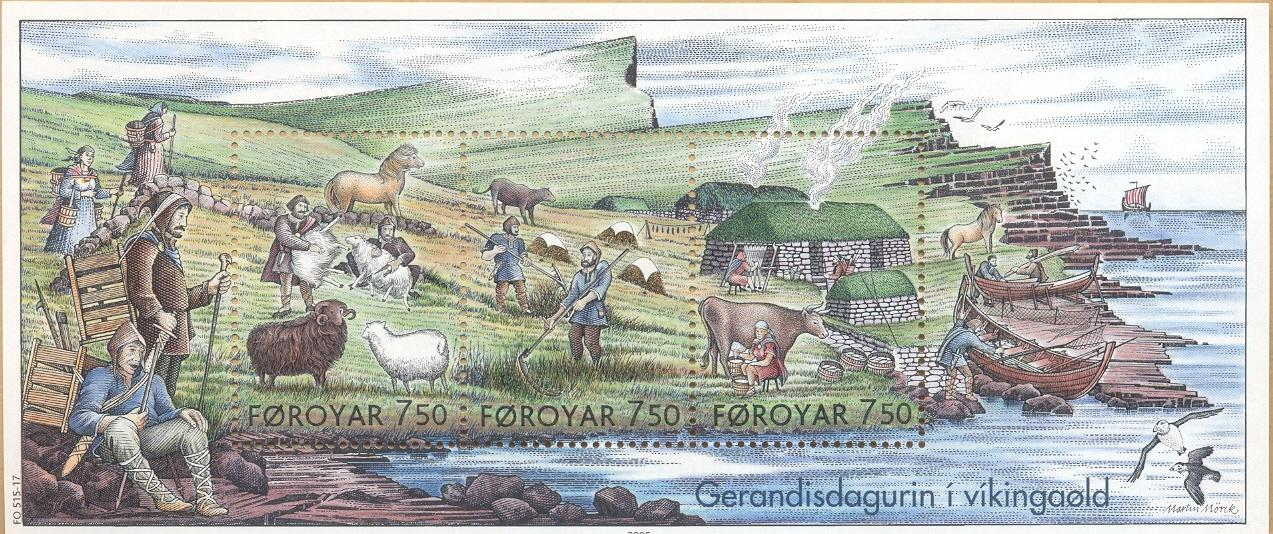
Современный рисунок, изображающий жизнь Фарер в эпоху викингов.

Эпоха викингов на Фарерских островах — период в истории Фарерских островов с начала их колонизации под руководством Грима Камбана в 825 году до смерти Транда с Гаты, последнего вождя викингов на Фарерах, в 1035 году и их завоевания Лейвиром Эссурссоном в том же году. Крупнейшим историческим событием в этот период стала христианизация Фарерских островов, которую, как считается, начал Сигмунд Брестиссон в 999 году и которая продолжалась до конца эпохи викингов, а также превращение Фарер к концу рассматриваемого периода в сообщество свободных деревень с республиканской формой правления.
Фарерские острова были впервые посещены викингами в 795 году; здесь они обнаружили небольшое количество живущих в отшельничестве ирландских монахов. Первые поселения викингов начали основываться здесь в 825 году; одним из первых поселенцев был Наддод, который, согласно сагам, в 850 году открыл Исландию. Вторая волна иммиграции викингов на острова пришлась на 880—900 годы с пиком в 885—890; большая часть переселенцев прибывала из Норвегии, откуда бежала от налогового гнёта короля Харальда I. К 900 году на островах уже имелся центральный тинг и местные вортинги. Политическая система островных поселений того времени исследована историками не до конца, однако ныне считается близкой к республиканской; большинство населения составляли свободные крестьяне. К началу 900-х годов были заселены все острова, за исключением Луйтла-Дуймун.
Основу экономики островов составляли земледелие и рыболовство: основной сельскохозяйственной культурой был ячмень, островитяне разводили овец, коров, свиней и особую местную породу небольших лошадей, однако важным подспорьем в обеспечении продовольствием играли рыболовство и забой гринд, осуществлявшийся на особого типа небольших гребных судах, получивших название «фарерские лодки»; ещё одним способом добычи пищи была охота на морских птиц. Домашнюю утварь вырезали в основном из талькохлорита и туфа, корзины плели из можжевельника. Ювелирные изделия изготавливались из кости, бисера и янтаря; металл и дерево импортировались.
Жилищами служили типичные длинные каменные дома, которые имели только одно помещение с очагом в центральной части и скамьями вдоль стен. Население разговаривало на древнескандинавском языке, на основе которого возник современный фарерский; использовалась руническая письменность. Исповедовалась традиционная нордическая языческая религия, в могильника периода викингов обнаружены следы существования культа предков. На могилах выдающихся людей устанавливались менгиры.
По причине утрат по разным причинам архивов до нашего времени сохранилось очень мало исторических источников о данном периоде. Наиболее полным доступным ныне источником о нём является Сага о фарерцах и некоторые внешние источники, которые могут так или иначе подтвердить или помочь датировать описываемые в ней события. За последние десятилетия на Фарерских островах было проведено множество археологических раскопок, результаты которых позволили существенно прояснить картину периода викингов. Большинство археологических находок этого периода стали экспонатами Исторического музея Фарерских островов.